# Celebration!
《Celebration!》是日本女子組合E-girls的第1张单曲，於2011年12月28日由rhythm zone发售。

## 概要
- 《Celebration!》是E-girls的首張單曲，全員均有選拔並參與。
- 此單曲亦是Dream的Sayaka和Happiness的MIMU退出前參與的單曲
- A面曲 《Celebration!》是LAZONA川崎廣場《Lazona冬季酬賓》電視廣告歌曲。
- B面曲《Dreaming Girls》為組合Dream的歌曲，是品牌Samantha Thavasa「Samantha Thavasa ALL STARS」電視廣告歌曲
- B面曲《CAT'S EYE》是E-girls第1首翻唱歌曲，原唱者為ANRI（杏里）。
- 此單曲有2個版本，分別有「CD+DVD」和「CD ONLY」。「CD+DVD」收錄了《Celebration!》和《Dreaming Girls》的Music Video。
- 在2012年1月9日於公信榜单曲週排行榜取得第7位。

## 選拔成員

### Celebration!
- 螢光字為主唱
  - Dream：Shizuka、Aya、Ami、Erie、Sayaka
  - Happiness：SAYAKA、MIMU、楓、藤井夏戀、MIYUU、YURINO、杉枝真結
  - Flower：水野繪梨奈、藤井萩花、重留真波、中島美央、鷲尾伶菜、武藤千春、市來杏香、坂東希、佐藤晴美

### Dreaming Girls
- 主唱：Shizuka、Aya、Ami、Erie、Sayaka

### CAT'S EYE
- 主唱：Shizuka、Aya、藤井夏戀、杉枝真結、鷲尾伶菜、武藤千春、市來杏香

## 收錄内容

### CD+DVD
CD
1. Celebration!
（作詞:Shoko Fujibayashi、作曲:ArmySlick）
2. Dreaming Girls／Dream
（作詞:EMI K. Lynn、作曲:ArmySlick）
3. Celebration! (Instrumental)
4. Dreaming Girls (Instrumental)

DVD
1. Celebration!（Music Clip）
2. Celebration!（Making）
3. Dreaming Girls（Music Clip）
4. Dreaming Girls（Making）

### CD Only
1. Celebration!
2. CAT'S EYE
（作詞:Yoshiko Miura、作曲:Yuichiro Oda）
3. Dreaming Girls／Dream
4. Celebration! (Instrumental)
5. CAT'S EYE (Instrumental)
6. Dreaming Girls (Instrumental)
7. Celebration! 〜Winter Mix〜 (Special Track)